# Dumitru Manea
Dumitru Manea – rumuński zapaśnik walczący w stylu klasycznym. Brązowy medalista mistrzostw świata w 1974 roku.